# هایدماری راینک
هایدماری راینک (آلمانی: Heidemarie Reineck؛ زادهٔ ۱۵ فوریهٔ ۱۹۵۲) شناگر اهل آلمان بود.
وی در مسابقات کشوری و بین‌المللی در مجموع برندهٔ ۶ مدال برنز شده‌است.